# Слабуновка
Слабуновка (укр. Слабунівка) — село в Веселовском сельском совете Балаклейского района Харьковской области Украины.
Код КОАТУУ — 6320286201. Население по переписи 2001 года составляет 361 (172/189 м/ж) человек.

## Географическое положение
Сёла Пазиевка, Слабуновка и Украинка
образуют цепочку примыкающих друг к другу населённых пунктов, расположенных вдоль автомобильной дороги E 40, М-03.
Рядом с селом находятся две балки с пересыхающими ручьями, на которых с помощью дамб сделаны пруды.

## Экономика
В селе есть молочно-товарная ферма.

## Достопримечательности
Памятник воинам-односельчанам.